# 田中銀之助 (作曲家)
田中 銀之助（たなか ぎんのすけ、1880年5月18日 - 1947年2月1日）は、大正、昭和と全国の高等女学校で採用される楽曲、現在でも歌い継がれている童謡唱歌、多くの校歌を作曲など、兵庫県を代表する作曲家。

## 来歴・人物
明治13年（1880）、養父郡大蔵村（現：朝来市）の雑貨商「やまとや」の長男として生まれ、大蔵小学校高等科を卒業後、同小学校の教員などをしていたが、後に退職して明治35年(1902)、東京音楽学校（現在の東京藝術大学）師範科へ入学した。
音楽学校を卒業した明治38年 (1905) 音楽教員として兵庫県立神戸高等女学校（現：神戸高校）に着任し、その後33年勤務した。
当時、神戸高等女学校は開校4年目の学校（現在の兵庫県庁1号館の場所にあった）であった。彼は生徒への指導はもちろん、音楽教育や社会音楽の向上も常々考えていたが、生徒たちにとって発表の場となり、一般市民に音楽に親しんでもらえる場にもなる発表会を企画した。その始まりは明治40年 (1907) 頃で、いつしか紀元節の日（2月11日）に定期的に開催されるようになった。
コーラスやピアノ、バイオリンなど本格的な西洋音楽が演奏されたこの発表会は、その後のさまざまな音楽会のルーツとなった。そして、この舞台をステップとして、さまざまな音楽家が羽ばたいていった。日本を代表するソプラノ歌手の市来崎のり子もその一人である。
田中が神戸高等女学校を退職した昭和12年 (1937) にこの発表会を受け継いだ八木真平は音楽教育に尽力した人物。県立第一神戸中学校（現：神戸高校）をはじめ甲南女子高校・短大、親和女子大学、神戸大和女子短大などで教鞭を執り、音楽教育界を牽引するとともに『兵庫の音楽史』などの著作を残した。
田中は大正4年 (1915) に大阪音楽学校（現：大阪音大）を創設した永井幸次とも親しく、同校の指導者も兼務した。2人の共著『女子音楽教科書』はNT楽譜から出版されて広く愛用された。
田中は大正に入ると音楽教育だけでなく作曲活動にも力を入れるようになった。「おたまじゃくし」など現在でも出版されている童謡を生み出し、荒城の月の編曲も行った。「子守唄」「女馬子唄」などは今でも歌い継がれている。また、勤務していた神戸高等女学校の校歌をはじめ、神戸を中心に数々の校歌も作曲している。神戸市立の小学校では福住小、稗田小、板宿小のほか、現在廃校になった北野小、入江小、下山手小、鵯越小、湊山小、志里池小の校歌を作曲。育英高校や武庫川女子大など、多くの校歌も作曲した。
最後に作曲したのは、母校の大蔵小学校の校歌であった。昭和22年(1947)に疎開先の郷里で没した。
長女はピアニストで武庫川女子大学ピアノ科教授であった下山田裕子、孫はピアニストで兵庫大学教授の田中敬子である。